# 康懋达
康懋达国际（Commodore International）是北美家用电脑与电子元件生产商。康懋达与子公司康懋达商用机器（Commodore Business Machines）在1970和1980年代加入家用个人电脑开发业。公司开发了当时全球最畅销的台式电脑康懋达64（1982），并于1985年发行Amiga电脑家族。公司於1994年4月29日破產倒閉。